# Bebyggelse
Bebyggelse är en samling av flera byggnader och andra anläggningar 
i ett geografiskt område.

## Sverige
Lantmäteriet använder ortnamnstypen bebyggelsenamn på ortnamn som inte är tätorter, eller enstaka fastighet. Det gäller exempelvis by, gård, torp, slott och kyrka. Kulturnamn som inte är bebyggelsenamn är ägonamn, artefaktnamn och administrativa namn.